# Страховой тариф
Страхово́й тари́ф — плата страховой премии с единицы страховой суммы с учётом объёма страхования и характера страхового риска. Устанавливается, как правило, в процентах по отношению к страховой сумме.
Тарифная система построена так, что есть диапазон ставок страхового тарифа, есть система скидок, система коэффициентов. Тариф рассчитывается с помощью актуарных расчетов
.
Страховые тарифы по обязательным видам страхования определяются в соответствующих законодательных актах (например, в Федеральном Законе «Об обязательном страховании гражданской ответственности владельцев транспортных средств»), а по добровольным видам страхования — устанавливаются страховщиком самостоятельно.
Страховой тариф может устанавливаться:
1. с единицы страховой суммы;
2. в процентах к страховой сумме.
Принципы построения тарифов (тарифной политики) следующие:
1. Обеспечение самоокупаемости и рентабельности страховых операций. Это общий принцип ценообразования на рынке, и страхование, как вид коммерческой деятельности, в данном случае не исключение. Поэтому страховые тарифы должны строиться таким образом, чтобы поступление страховых платежей могло покрыть текущие и будущие расходы страховщика (т.е. обеспечивало бы формирование страховых резервов), а также  обеспечивало некоторое повышение доходов над расходами (прибыль страховщика).
2. Эквивалентность страховых отношений сторон. Это означает, что тариф должен максимально соответствовать вероятности ущерба. Тем самым обеспечивается возвратность средств страхового фонда за тарифный период той совокупности страхователей, для которых строились страховые тарифы. Принцип эквивалентности соответствует перераспределительной сущности страхования.
3. Доступность страховых тарифов для широкого круга страхователей. Чрезмерно высокие тарифные ставки становятся тормозом на пути развития страхования. Страховые взносы должны составлять такую часть дохода страхователя, которая не является для него обременительной, иначе страхование может стать невыгодным. Доступность тарифных ставок зависит от числа страхователей и количества застрахованных объектов: чем больше число страхователей и количество застрахованных объектов, тем обычно ниже - до определенных пределов - страховой тариф.
4. Стабильность размеров страховых тарифов на протяжении длительного времени. Если тарифные ставки остаются неизменными в течение многих лет, у страхователей укрепляется уверенность в солидности страховщика. Однако на практике в современных условиях выдержать соблюдение данного принципа чрезвычайно сложно, поэтому этот принцип следует рассматривать как идеал, к которому должна стремиться страховая компания.ФПиш

5. Расширение объёма страховой ответственности, если это позволяют действующие тарифные ставки. Соблюдение данного принципа является приоритетным в деятельности страховщика, поскольку чем шире объём страховой ответственности, тем больше страхование соответствует потребностям страхователя. Расширение объёма (увеличение количества страхуемых рисков) возможно лишь при условии снижения убыточности и при неизменных тарифах.
При расчёте ставки страхового тарифа (или так называемой брутто-ставки) по отдельным видам страхования производится расчёт двух её составляющих: нетто-ставки и нагрузки к нетто-ставке
Поскольку страховой тариф является усреднённой величиной, на практике могут быть значительные отклонения от средних значений; для компенсации таких отклонений в структуре тарифа предусматривается гарантийная надбавка (стабилизационная надбавка).
Имеются особенности в построении страховых тарифов по страхованию жизни и по рисковым видам страхования. По страхованию жизни нетто-ставка определяется на основе таблицы смертности; по рисковым видам — на основе теории вероятности. Таблица смертности показывает, как поколение родившихся людей с увеличением возраста сокращается. С помощью таблицы смертности устанавливается вероятное число выплат по случаям смерти застрахованного или дожитию до окончания срока страхования. В медицинском страховании страховой тариф устанавливается на основе данных по уровню заболеваемости населения и средней стоимости лечения конкретных заболеваний.